# Benjamin Davis Wilson
Pour les articles homonymes, voir Benjamin Wilson (homonymie) et Wilson.
Benjamin Davis Wilson (1er décembre 1811 au Tennessee – 11 mars 1878) est un homme politique américain et mexicain, trappeur et propriétaire de ranch de Californie. Né au Tennessee de parents originaires de Virginie, Wilson s'est installé en Haute-Californie, qui appartenait alors au Mexique, et acquit le Ranch Jurupa. Il fut naturalisé mexicain et s'est associé par le mariage à une importante famille californienne hispanique.
À la suite de la conquête de la Californie, Wilson acquit d'importantes proporiétés supplémentaires de mexicains ayant de la difficultés à conserver leurs concessions de terres. Après avoir servi au sein du Los Angeles Common Council, il succéda à Alpheus P. Hodges comme maire de la ville de Los Angeles du 7 mai 1851 au 4 mai 1852 (un mandat) après l'admission de la Californie comme état des États-Unis d'Amérique.
Propriétaire à Pasadena, Il était connu sous le nom de Don Benito. Il était le grand-père du général George Patton.

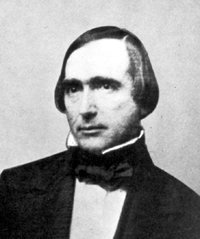
Benjamin Davis Wilson vers 1850